# Villamalea (kommunhuvudort)
Villamalea är en kommunhuvudort i Spanien.   Den ligger i provinsen Provincia de Albacete och regionen Kastilien-La Mancha, i den centrala delen av landet, 220 km sydost om huvudstaden Madrid. Villamalea ligger 737 meter över havet och antalet invånare är 3 955.
Terrängen runt Villamalea är platt åt sydväst, men åt nordost är den kuperad. Runt Villamalea är det ganska glesbefolkat, med 28 invånare per kvadratkilometer. Närmaste större samhälle är Casas Ibáñez, 13,6 km sydost om Villamalea. Trakten runt Villamalea består till största delen av jordbruksmark.